# Épauvillers
Épauvillers (ancien nom allemand : Wiler) est une localité et une ancienne commune suisse du canton du Jura, située dans le district de Porrentruy.
Elle a fusionné le 1er janvier 2009 avec Épiquerez, Montenol, Montmelon, Ocourt, Saint-Ursanne et Seleute pour former la commune de Clos du Doubs.